# Stromberg-Schwäbischer-Wald-Weg

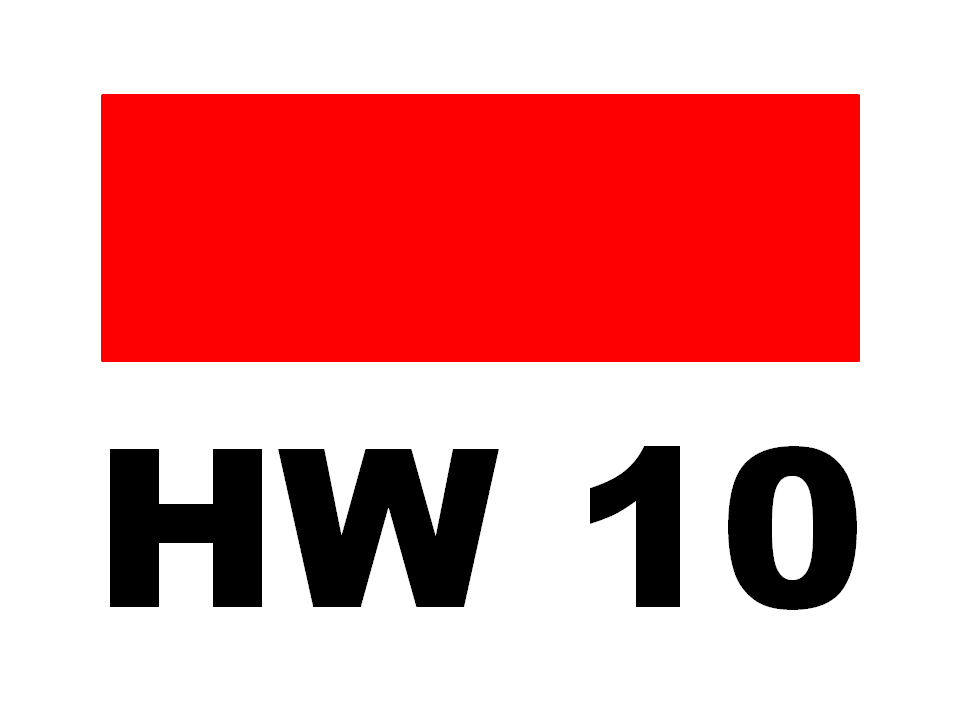
Wegzeichen des HW 10

Der Stromberg-Schwäbischer-Wald-Weg ist der Hauptwanderweg 10 (HW 10) des Schwäbischen Albvereins. Mit einer Gesamtlänge von 170 Kilometer verläuft er von Pforzheim über Marbach und Backnang bis nach Lorch im Remstal und durchquert dabei den Naturpark Stromberg-Heuchelberg sowie den südlichen Schwäbisch-Fränkischen Wald.

## Wegverlauf
Der Stromberg-Schwäbischer-Wald-Weg beginnt in Pforzheim-Kupferhammer am selben Punkt, wo auch die drei großen Wanderwege des Schwarzwaldvereins (Westweg, Mittelweg, Ostweg) ihren Anfang nehmen. Unser Weg führt zunächst östlich im Tal der Würm, biegt aber bald nach Norden und erreicht bei Illingen die Enz. Hier erreicht man den Naturpark Stromberg-Heuchelberg, und es geht nach Nordwesten weiter über den Eselsburgturm nach Sternenfels. Jetzt knickt der Hauptwanderweg 10 scharf nach Osten ab und führt über den langgestreckten Rücken des Strombergs. Bei Besigheim erreicht der Wanderer den Neckar.
Der Wanderweg verläuft nun durch das Neckarbecken, streift Bietigheim-Bissingen und Freiberg und erreicht schließlich Marbach. Hier überquert man den Neckar und wandert östlich weiter nach Backnang. In südöstlicher Richtung geht es weiter über Rudersberg, Urbach und Plüderhausen zum Endpunkt Lorch.

## Markierung
Der Weg ist, nach dem Schema der Hauptwanderwege des Schwäbischen Albvereins, mit einem roten Querbalken auf weißem Hintergrund markiert. Meist, aber nicht immer, findet sich der Text „HW 10“ in schwarzer Farbe unter- oder oberhalb des Balkens.

## Sehenswürdigkeiten am Wege
In erster Linie ist Marbach am Neckar zu erwähnen mit seiner historischen Altstadt, dem Schiller-Nationalmuseum und dem Deutschen Literaturarchiv. Doch auch in Besigheim und in Backnang findet man ein bemerkenswertes Stadtbild.
Weitere Sehenswürdigkeiten:
- Burg Sternenfels
- Burg Blankenhorn
- Michaelsberg
- Amanduskirche in Freiberg
- Kloster Lorch